# 八木沢荘六
八木沢 荘六（八木澤 荘六、やぎさわ そうろく、1944年（昭和19年）12月1日 - ）は、栃木県今市市（現・日光市）出身の元プロ野球選手（投手、右投右打）・コーチ・監督、解説者。現・公益社団法人全国野球振興会理事長。史上13人目の完全試合達成者。

## 来歴

### プロ入りまで
実家は製材所を経営し、父親の善吉は今市市の市長も務めた。祖父が明治期の陸軍参謀総長・川上操六を尊敬していたため、「荘六」の名になった。作新学院では2年次の1961年に春の選抜で初出場を果たすと、1回戦に先発して柏原高を完封するが、2回戦はリリーフに回って高松商に敗退。3年次の1962年には春の選抜にエースとして出場し、準々決勝では八幡商を延長18回引き分け再試合の末に降す。準決勝に進んで松山商の山下律夫との投手戦となるが、控え投手であった加藤斌のリリーフもあって延長16回で辛勝。決勝では倍賞明らのいた日大三高を完封で降し初優勝を飾ると、作新は同年夏の甲子園も制して史上初の甲子園春夏連覇を果たすが、八木沢は大会前に体内から赤痢菌が検出されて出場できなかった。準々決勝から復帰してベンチ入りしていたが、加藤が主戦投手となった。高校同期に高山忠克・中野孝征、1期上に島野育夫がいた。
高校卒業後は1963年に早稲田大学へ進学し、東京六大学リーグでは在学中に3度の優勝に貢献するなどエースとして活躍。3年次の1965年にはマニラで開催された第6回アジア野球選手権大会に出場し、日本代表となった東京六大学選抜チームの優勝に貢献。リーグ通算52試合登板、24勝12敗、防御率1.54、176奪三振、ベストナイン2回。第56代主将も務めた。大学同期に西田暢がいる。

### 現役時代
1966年の第2次ドラフトで東京オリオンズから1位に指名され、大学卒業後の1967年に入団。
3年目の1969年には一軍に定着し、先発・中継ぎで活躍。1970年にはチーム最多の43試合に登板し、10年ぶりのリーグ優勝に貢献すると、巨人との日本シリーズでも2試合にリリーフで登板。
1973年10月10日の太平洋戦ダブルヘッダー第1試合（宮城）で史上13人目の完全試合を達成する。この試合は、中継ぎ登板が多く規定投球回に足りなかった八木沢に、最高勝率のタイトルを取らせるべく投球回数を稼ぐために先発した試合であった。この後、八木沢は目論見どおり規定投球回に到達し、7勝1敗で最高勝率のタイトルを獲得。7勝は最高勝率を獲得した投手の中では最少であり、1986年以降は「規定投球回到達有無に関係なく13勝以上」という規定ができたため、この規定が存在する限り更新されることはない。同年の完投は完全試合の1試合のみであり、完封に至ってはプロ入り7年目で初だった。八木沢は元々ダブルヘッダーの第2試合に先発の予定であったが、第1試合に先発する予定であった村田兆治が寝違えて首を痛めたため、急遽第1試合に先発することになった。完全試合の日はカウントボール3までいったケースは一度もなかったが、これは16回ある完全試合の中で唯一の記録である。
1974年は12試合に先発として起用され、自身2度目のリーグ優勝を経験。中日との日本シリーズでも2試合に中継ぎとして登板し、24年ぶりの日本一に寄与した。
1975年オフの11月8日には「東京六大学野球連盟結成50周年記念試合プロOB紅白戦」メンバーに選出され、早大の先輩である荒川博監督率いる白軍の選手として出場。
1976年からはコーチ兼任となり、主に先発として起用される。同年は自己最多で初の2桁となる15勝、1977年には2年連続2桁の11勝をマーク。
1978年は前期シーズン中の5月26日の日本ハム戦（後楽園球場）で8回裏から登板するも逆転を許し、敗戦投手となったその日に金田正一監督に引退を勧告され、これが決定事項となったために一時引退しコーチ専任となったが、投手陣のリーダー格であったことから選手達が猛反発し、また当時故障者が続出し投手陣も崩壊したことで同年6月1日から6月28日まで3引き分けを挟む15連敗を喫したこともあって、ロッテ選手会は緊急ミーティングを実施して八木沢の現役復帰を働きかけることにし、この年後期から現役復帰。そして同年限りで金田監督が退任。
1979年6月9日の近鉄戦（日生）でチャーリー・マニエルの顔面に死球を当て、マニエルは顎の骨を複雑骨折する重傷を負った。この悲劇は、薄暮ゲームであったためボールが見辛く、マニエルが避け損ねたことも一つの要因だと言われている。マニエルが復帰した後に「和解」の場が持たれたが、故意にボールを当てたという疑念（ロッテ側は否定）を持っていたマニエルは八木沢と握手をしなかった。同年引退。

### 引退後
引退後はロッテで二軍投手コーチ（1980年）・監督（1992年 - 1994年8月2日）、西武で一軍投手コーチ（1981年 - 1984年, 1986年 - 1991年）・二軍投手コーチ（1985年）、横浜一軍投手コーチ（1995年）、巨人二軍投手コーチ（1997年 - 1998年）→阪神一軍投手コーチ（1999年 - 2001年）、オリックス一軍投手コーチ（2004年）→四国IL巡回コーチ（2005年）→東京ガス投手コーチ（2006年 - 2007年） 、ヤクルト二軍投手コーチ（2008年 - 2010年）→BCリーグ・群馬投手コーチ（2011年 - 2012年）→特別アドバイザー（2013年）を務めた。指導者生活の合間を縫って、フジテレビ「Night Game/Daylight Game&プロ野球ニュース」・ニッポン放送「ショウアップナイター」（1996年）で解説者を務めた。
コーチ時代は指導力を発揮し、中西太・山内一弘・水谷実雄・高畠康真（いずれも打撃コーチ）などと並び「12球団巡回コーチ」と呼ばれた。(※これは印象やイメージからの後付けであり、当時彼らがそのように呼ばれた事は無い)
西武コーチ在籍11年間で7度の日本一に恵まれ、1990年から1991年にはオリオンズ時代の先輩である小山正明コーチと共に投手陣の整備を担った。八木沢は西武コーチ時代を「選手間で技術面の話ができるチーム。投手陣は東尾修から工藤公康。渡辺久信、郭泰源…。野手も凄かった。田淵幸一、山崎裕之、大田卓司から石毛宏典、秋山幸二、清原和博…。こんなチームで野球ができた楽しかった。」、「投手コーチとして肝を銘じたのはケガをさせないこと。理論はみんな持っている。100人いれば100の理論がある。だが、原理原則は一つ。それに反する投げ方をしたら肩や肘に負担がかかって故障につながる。チームが勝つ中で投球フォームのメカニックなどいろいろ勉強させてもらった。」と振り返っている。
1991年夏、西武球場のロッテ戦でロッテの監督に復活して2年目の金田正一がマウンドまでに見に来て、八木沢も出ていくと「お前、手伝ってくれ」と言う、何を手伝うのか分からないままその場を別れたが、シーズン終盤、金田から電話で「飯を食いに行こうと」と誘われ、東京・東銀座の料亭へ行くと重光昭夫オーナー代行も一緒で金田からいきなり「監督をやってくれ」と言われ、古巣に監督として迎えてもらえるとは身に余る光栄だが、今は西武のユニホームを着ている身を、即答はできなかった。西武の根本陸夫管理部長に話したら「ああ、そうか、おめでとう」と言ってくれ、森祇晶監督にも了承をしてもらいロッテに返事をした。本拠地が川崎球場から千葉マリンスタジアムに移転するタイミング球団名もまだ決まっていなかったが、「ロッテ」の上に「千葉」をつけて、愛称をどうするか八木沢は「ドルフィンズ」がよかったが「マリーンズ」に決まった。各方面にあいさつに出掛け、ブルペンに空調をつけ、監督・コーチ用のロッカー、シャワールームを造ってもらえようにお願いした。監督として何とかしたいと思ったのが伊良部秀輝、前年1990年に8勝しながら前年は3勝、1メートル93センチの恵まれた体格、素質を生かし切れていない。2月1日の鹿児島キャンプ初日、ブルペンで伊良部にメカニックについて話をした。体を内側にひねって投げれば150キロなんて朝飯前に出る、そんな話をしたら142、3キロだったがスピードが1週間で150キロになった。しかし、試合ではなかなか結果が出なかった。開幕ローテ入れたが3連敗、すぐカッとする性格で5月3日の近鉄戦（千葉）に4回1/3を6失点で降板後、ベンチ裏の重い灰皿を蹴り上げて、足を痛め、離脱した。1993年は最初リリーフで使い、5月3日の西武戦（西武）で清原に対し、当時プロ野球最速の158キロをマーク、ようやく投球のコツをつかみ、先発に回したら7連勝するなど8勝を挙げた。1992年は6位、1993年も5位、1994年も首位から15.5ゲーム差の5位に沈んでいた8月1日、球団幹部から春日部近くの喫茶店で休養を勧められ了承、そのまま退団した。残りの試合は中西太ヘッドコーチが代理監督となった。八木沢はロッテ監督時代について「投手は伊良部の他に牛島和彦、小宮山悟、園川一美、前田幸長、吉田篤史、河本育之らがいて他チームに引きを取らなかったが、打線が点を取れなかった。伊良部はこの年（1994年）、自己最多の15勝挙げて最多勝に輝いた。もっと長く一緒にやりたかったが、一人でもいい選手が育ってくれたのが救いだった。」と振り返っている。テリー伊藤は自身の著書の中で「戦いなき古典芸能野球を演出した『能面』監督」と評している。
横浜コーチには早大の先輩である近藤昭仁監督に誘われて就任したが、チームは66勝64敗と16年ぶりに勝ち越すも、順位は4位に終わり、近藤と一緒にユニフォームを脱いだ。
巨人コーチには早大の先輩で、アマ球界から招かれた石山建一編成部長補佐からの要請で就任し、1998年に契約が切れた。
阪神時代は投球フォームの研究に余念がなく、選手へのアドバイスは的確であった。野村克也監督とは現役時代に1年だけチームメイトであったが、野村はその時から八木沢のコーチの素質を見ていた。八木沢の研究熱心さと投手理論には敬意を表していたほか、野村からは親しみをこめて「ロクさん」と呼ばれていた。
1999年の安芸春季キャンプでは野村の意向に沿って投手陣の整備に着手し、投手陣に投げ込みを課した。前年に小山正明コーチが投げ込みを課して故障者が続出したという経緯もあったが、八木沢は投げ込みを敢行してフォームのチェックを進めていった。
野手から投手に再転向させた安達智次郎のストレートに力がないとみるや、軸足の左足踵を上げるヒールアップ投法を教えて若干の力強さを出させることに成功するが、安達がこれを継続することはできなかった。
野村が新庄剛志に視線をやりながら「こいつ、肩が強いからピッチャーできるんじゃないか?」と言った際、八木沢は「ちょっと直すところはあるが、練習すればワンポイントでけるかもしれない。」と言い、新庄に二刀流の練習を始めてもらった。一挙手一投足、事細かに指導し、フォークの握りをする際にグラブも一緒に動かしてしまうので「ストレートの時も同じようにグラブを動かせ」と指示を出し、軸足の右足親指の部分が左足を振り上げた際に浮いてしまうと、「それでは力が抜けてしまう。親指でしっかりと地面を踏ん張るつもりで投げろ」とアドバイスを送った。新庄は明けて1999年の春季キャンプも1日置きにブルペンに入り、オープン戦2試合に登板した。3月5日の巨人戦は1回を無安打無失点、同21日のダイエー戦1回1失点と、制球は今一つであったが、強い球は投げていた。ところが登板の翌22日の近鉄戦でセンターを守っていた際に左太腿を肉離れして離脱し、二刀流は肉体的に負担が大きいということで自然消滅した。
藪恵壹にはカーブの腕の振りが目に見えて遅くなってしまうため、打者がカーブと見破りやすかったため、藪と共に修正に取り組んだ。藪は「それまでのドロンというような曲がりから、パワーカーブのようなストンと落ちていくカーブに生まれ変わりました。メジャーでもこのカーブは通用しましたよ。」と述べている。
1年目に肩を痛めていた井川慶は力のある球を投げていたため、チェンジアップを覚えたら面白いと思い、人差し指と親指をくっつけて握るサークルチェンジの投げ方を教えた。1999年は1勝、2000年も1勝であったが、入団4年目の2001年にはチェンジアップを自分のものにして9勝挙げた。八木沢は阪神を去る前に井川に「頑張れよ。今のままでいったら必ず二桁は勝てるから」と言い、井川は涙をこぼしていた。井川は2002年に14勝をマーク、2003年は20勝5敗、防御率2.80で沢村賞に輝き、阪神の18年ぶりの優勝に貢献。2003年の優勝時にロッテ監督時代の教え子伊良部が13勝を挙げて貢献したのも感慨深ったと述べている。阪神コーチ時代は全て最下位に終わったが、チーム防御率4.04（リーグ3位）→3.90（リーグ3位）→3.749（リーグ4位）であった。
2001年の安芸キャンプでは藤田太陽をフォーム改造と投げ込み過多で右肘に炎症を起こさせるなど育成に失敗するが、このフォーム矯正は野村が指示したものであったため、藤田は後年野村から直接謝罪されている。
東京ガス入部は野村以来4人目のプロ野球監督経験者のアマチュア復帰となり、在任中は人事部安全健康・福利室に所属。木村雄太にカーブを伝授し、自身の古巣であるロッテに送り出した。
2014年、同年2月6日に死去した森徹の後を受けて同11日に日本プロ野球OBクラブ理事長に就任。前述の死球事件を教訓に、アマチュア野球でもフェイスガードを解禁して欲しいと訴えている。

## 人物
- 西武に移籍してきた江夏豊が、球団で唯一慕っていたコーチである。その江夏が在籍した1984年はリーグ優勝を逃し、翌シーズンはその責任をとらされ二軍コーチに降格させられてしまうが、後に八木沢はインタビューで「二軍降格は自らの志願だった」と答えている[34]。2021年11月27日のスポーツニッポンの我が道では「1984年は3位に沈み、私は責任を取る形で85年は2軍へ行った。」[17]と述べている。
- 野村が阪神監督就任時、尾花高夫に一軍投手コーチとして声をかけていた。尾花本人も行動を共にすることを希望していたが、尾花はダイエーのコーチに就任。阪神の一軍投手コーチを誰にするか迷った時、友人の森祇晶が八木沢を推薦したため就任に至ったという経緯がある。
- 自身と同じ年に阪神へ入団した藤川球児とは反りが合わず、藤川が八木沢の退団後に出された自著[35]では実名を伏せながらもコーチ在任中の態度や扱いを批判されている。藤川が入団2年目の2000年、秋季二軍キャンプ中に床へ肘を付けた状態で腕立て伏せを繰り返していたところに、ランチを済ませて偶然通りかかった投手コーチ（八木沢）から「そのやり方はなんだ。肘なんか付くな」と言われた[36]。当時は右肘の状態が思わしくなかったので、トレーニングコーチからの了解を得たうえで、同僚の投手数名と肘を付いての腕立て伏せに取り組んでいた[36]。投手コーチにもこのような事情を話したところ、爪楊枝をくわえながら自分だけに向けて高圧的な口調で「うるせえ、俺が『（肘を付けずに腕立て伏せを）やれ』と言ったらやれ」と迫ってきたので、「あんたのためにやってるんじゃない」と思わず言い返してしまった[36]。そのコーチには後日詫びを入れたのだが、翌2001年にはシーズン中に一軍へ呼ばれず、シーズンの終盤には（当時二軍監督であった）岡田彰布から『藤川を一軍へずっと推薦してきたけれど、投手コーチが推薦をはねつける』と打ち明けられた」という[36]。
- 伊原春樹とは西武・阪神でコーチとして同僚となり、伊原が西武監督時はキャンプで臨時コーチを務めた。オリックス監督時も一軍投手コーチとして招聘され、2004年に就任。前年のオリックスはチーム防御率5.95、年間最多被安打1534、最多失点927、最多自責点819と投手陣が大崩壊状態であった。八木沢に投手陣再建の手腕が託されたが、同年もチーム防御率が5.66を記録。2年連続5点台という結果に終わり、伊原と共に同年限りで辞任。

## 詳細情報

### 年度別投手成績
| 年 度      | 球 団       | 登 板 | 先 発 | 完 投 | 完 封 | 無 四 球 | 勝 利 | 敗 戦 | セ 丨 ブ | ホ 丨 ル ド | 勝 率 | 打 者 | 投 球 回 | 被 安 打 | 被 本 塁 打 | 与 四 球 | 敬 遠 | 与 死 球 | 奪 三 振 | 暴 投 | ボ 丨 ク | 失 点 | 自 責 点 | 防 御 率 | W H I P |
| ---------- | ----------- | ----- | ----- | ----- | ----- | -------- | ----- | ----- | -------- | ----------- | ----- | ----- | -------- | -------- | ----------- | -------- | ----- | -------- | -------- | ----- | -------- | ----- | -------- | -------- | ------- |
| 1967       | 東京 ロッテ | 1     | 0     | 0     | 0     | 0        | 0     | 0     | --       | --          | ----  | 7     | 1.0      | 2        | 0           | 0        | 0     | 1        | 0        | 0     | 0        | 2     | 0        | 0.00     | 2.00    |
| 1968       | 東京 ロッテ | 6     | 3     | 0     | 0     | 0        | 0     | 1     | --       | --          | .000  | 81    | 19.1     | 16       | 2           | 6        | 1     | 3        | 4        | 0     | 0        | 10    | 9        | 4.19     | 1.14    |
| 1969       | 東京 ロッテ | 44    | 2     | 0     | 0     | 0        | 3     | 2     | --       | --          | .600  | 359   | 90.0     | 71       | 11          | 24       | 4     | 3        | 56       | 1     | 0        | 40    | 36       | 3.60     | 1.06    |
| 1970       | 東京 ロッテ | 43    | 4     | 2     | 0     | 1        | 5     | 4     | --       | --          | .556  | 419   | 98.1     | 99       | 11          | 30       | 8     | 1        | 72       | 0     | 0        | 36    | 31       | 2.85     | 1.31    |
| 1971       | 東京 ロッテ | 23    | 0     | 0     | 0     | 0        | 4     | 1     | --       | --          | .800  | 161   | 36.2     | 40       | 3           | 11       | 3     | 0        | 19       | 1     | 0        | 25    | 19       | 4.66     | 1.39    |
| 1972       | 東京 ロッテ | 35    | 7     | 1     | 0     | 1        | 7     | 8     | --       | --          | .467  | 395   | 90.1     | 106      | 14          | 20       | 2     | 6        | 33       | 0     | 0        | 50    | 45       | 4.48     | 1.39    |
| 1973       | 東京 ロッテ | 55    | 9     | 1     | 1     | 1        | 7     | 1     | --       | --          | .875  | 513   | 130.1    | 112      | 14          | 25       | 2     | 3        | 68       | 1     | 0        | 47    | 40       | 2.76     | 1.05    |
| 1974       | 東京 ロッテ | 37    | 12    | 2     | 2     | 0        | 8     | 7     | 2        | --          | .533  | 453   | 115.0    | 86       | 12          | 27       | 1     | 3        | 54       | 1     | 0        | 56    | 49       | 3.83     | 0.98    |
| 1975       | 東京 ロッテ | 20    | 9     | 1     | 0     | 1        | 2     | 5     | 0        | --          | .286  | 324   | 77.2     | 76       | 13          | 21       | 1     | 2        | 26       | 1     | 0        | 35    | 33       | 3.82     | 1.25    |
| 1976       | 東京 ロッテ | 34    | 22    | 5     | 0     | 1        | 15    | 9     | 1        | --          | .625  | 676   | 171.2    | 153      | 14          | 29       | 1     | 5        | 66       | 2     | 0        | 53    | 47       | 2.46     | 1.06    |
| 1977       | 東京 ロッテ | 40    | 28    | 5     | 2     | 1        | 11    | 14    | 1        | --          | .440  | 719   | 175.0    | 167      | 10          | 32       | 0     | 6        | 89       | 2     | 0        | 75    | 51       | 2.62     | 1.14    |
| 1978       | 東京 ロッテ | 28    | 17    | 6     | 1     | 1        | 5     | 6     | 3        | --          | .455  | 496   | 120.1    | 119      | 7           | 23       | 0     | 5        | 48       | 0     | 0        | 49    | 43       | 3.22     | 1.18    |
| 1979       | 東京 ロッテ | 28    | 6     | 0     | 0     | 0        | 4     | 8     | 1        | --          | .333  | 326   | 74.1     | 95       | 6           | 19       | 1     | 4        | 32       | 0     | 0        | 43    | 40       | 4.84     | 1.53    |
| 通算：13年 | 通算：13年  | 394   | 119   | 23    | 6     | 7        | 71    | 66    | 8        | --          | .518  | 4929  | 1200.0   | 1142     | 117         | 267      | 24    | 42       | 567      | 9     | 0        | 521   | 443      | 3.32     | 1.17    |

- 各年度の太字はリーグ最高
- 東京（東京オリオンズ）は、1969年にロッテ（ロッテオリオンズ）に球団名を変更

### 年度別監督成績
| 年度      | 球団      | 順位      | 試合 | 勝利 | 敗戦 | 引分 | 勝率 | ゲーム差     | チーム 本塁打 | チーム 打率  | チーム 防御率 | 年齢         |
| --------- | --------- | --------- | ---- | ---- | ---- | ---- | ---- | ------------ | ------------- | ------------ | ------------- | ------------ |
| 1992年    | ロッテ    | 6位       | 130  | 54   | 74   | 2    | .422 | 26.5         | 89            | .241         | 3.82          | 47歳         |
| 1993年    | ロッテ    | 5位       | 130  | 51   | 77   | 2    | .398 | 23.5         | 95            | .251         | 4.08          | 48歳         |
| 1994年    | ロッテ    | 5位       | 85   | 34   | 51   | 0    | .400 | --           | --            | ----         | ----          | 49歳         |
| 通算：3年 | 通算：3年 | 通算：3年 | 345  | 139  | 202  | 4    | .408 | Bクラス：3回 | Bクラス：3回  | Bクラス：3回 | Bクラス：3回  | Bクラス：3回 |

- 1992年から1996年までは130試合制
- 1994年、成績不振により8月2日に監督を解任。監督代行は中西太

### タイトル
- 最高勝率：1回 （1973年）

### 記録
- 初登板：1967年8月11日、対南海ホークス17回戦（大阪スタヂアム）、8回裏に5番手で救援登板・完了、1回2失点（自責点0）
- 初奪三振：1968年9月29日、対東映フライヤーズ27回戦（東京スタジアム）、4回表に青野修三から
- 初先発：1968年10月3日、対南海ホークス25回戦（大阪スタヂアム）、5回2/3を4失点
- 初勝利：1969年10月4日、対東映フライヤーズ24回戦（後楽園球場）、9回裏に3番手で救援登板・完了、2回1失点
- 初先発勝利・初完投勝利：1970年9月17日、対東映フライヤーズ22回戦（後楽園球場）、9回3失点
- 初完封勝利：1973年10月10日、対太平洋クラブライオンズ後期12回戦（宮城球場）　※史上13人目の完全試合
- 初セーブ：1974年5月24日、対阪急ブレーブス前期6回戦（阪急西宮球場）、7回裏2死に2番手で救援登板・完了、2回1/3を無失点

### その他の記録
- 完全試合:1973年10月10日、対太平洋クラブライオンズ後期12回戦（宮城球場）　※史上13人目

### 背番号
- 27 （1967年 - 1979年）
- 72 （1980年、1999年 - 2001年、2011年 - 2012年）
- 73 （1981年）
- 84 （1982年 - 1991年）
- 80 （1992年 - 1994年）
- 77 （1995年）
- 85 （1997年 - 1998年）
- 75 （2004年）
- 74 （2008年 - 2010年）